# И-8
И-8 «истребитель восьмой» (АНТ-13) — опытный истребитель-перехватчик, биплан «лёгкий маневренный», созданный в Конструкторской бригаде Павла Сухого под общим руководством Андрея Туполева. Первый полёт совершил в 1930 году.

## История
Создание И-8 не совсем обычно для КБ А. Н. Туполева. После завершения работ по созданию АНТ-12 инженер В. М. Родионов сделал предложение: на основе отставленного проекта осуществить постройку истребителя в порядке общественной инициативы. В те годы подобные идеи всеобще одобрялись, поэтому самолёт имел в конструкторском бюро ещё одно название — так называемый «Общественный самолёт»; это обстоятельство послужило тому, что в планы опытного строительства И-8 не включили. Однако в декабре 1929 года УВВС выдало ТТТ. В них входили и лётно-техническне и технологические требования. Самолет должен был достигать скорость 310 км/час на высоте 5000 м, посадочную скорость не более 100 км/час, потолок 8500 м, время набора высоты 5000 м - 6-7 минут. Кроме основного назначения АНТ-13 был еще и экспериментальным самолетом - впервые в конструкции использовалась нержавеющая сталь.  Техруководство по созданию АНТ-13 Туполев поручил П. О. Сухому.
В ноябре 1930 года прототип машины был создан, а его первый полёт под управлением М. М. Громова состоялся 12 декабря 1930 года. Характеристики самолёта оказались неудовлетворительными, однако его модификации и тестирование продолжались вплоть до 1932 года. Дальнейшие экземпляры было решено не строить. 
На госиспытания И-8 так и не передали. Главным образом всё произошло из-за того, что руководство приняло решение не покупать мотор «Конкверор»; альтернативной замены у него не было.

## Тактико-технические характеристики
Источник данных: Gunston, 1995; Gordon, Rigmant, 2005.

Технические характеристики
- Экипаж: 1 пилот
- Длина: 6,7 м
- Размах крыла: 9,03 м
- Высота: 2,73 м
- Площадь крыла: 20,3 м²
- Масса пустого: 980 кг
- Нормальная взлётная масса: 1424 кг
- Силовая установка: 1 × поршневые Curtiss Conqueror V-1570
- Мощность двигателей: 1 × 700 л.с. (1 × 522  кВт)

Лётные характеристики
- Максимальная скорость:  
  - у земли: 303 км/ч
  - на высоте:  313 км/ч на 3600 м
- Посадочная скорость: 118 км/ч
- Практическая дальность: 490 км
- Практический потолок: 8500 м
- Время набора высоты:
  - 5000 м за 8,2 мин

Вооружение
- Стрелково-пушечное: 2 × 7,62-мм пулемёта ПВ-1